# Wolfram Koch (Schauspieler)
Wolfram Koch (* 10. Februar 1962 in Paris) ist ein deutscher Schauspieler, Hörspielsprecher und Hörbuchsprecher.

## Leben
Der Sohn eines NATO-Offiziers spielte in Bonn und Köln im Jugendtheater und hatte 1975 seinen ersten Filmauftritt in Vojtěch Jasnýs Böll-Verfilmung Ansichten eines Clowns als Hauptfigur Hans im Kindesalter. Seit dem Schauspielstudium an der Hochschule für Musik und Darstellende Kunst Frankfurt am Main ist er überwiegend als Theaterschauspieler aktiv. Auf Rollen an der Freien Volksbühne und am Schillertheater in Berlin sowie am Schauspiel Frankfurt folgte von 1995 bis 2000 ein Festengagement am Schauspielhaus Bochum. Seitdem spielt er an Theatern wie dem Schauspiel Frankfurt, dem Wiener Burgtheater, der Volksbühne am Rosa-Luxemburg-Platz und dem Deutschen Theater in Berlin.
Häufig spielte Koch unter der Regie von Dimiter Gotscheff. Viel gelobt wurde seine Zusammenarbeit mit Samuel Finzi als komisches Duo an der Volksbühne, das auch gemeinsam die „Faust“-Theaterpreisverleihung 2010 moderierte. Das Künstler-Quartett Koch, Finzi, Gotscheff und Almut Zilcher erhielt 2011 den Theaterpreis Berlin für seine „epochalen Aufführungen, in denen sich großes Schauspielertheater mit außergewöhnlichen, klugen Zugriffen auf den Stoff verbindet“.
Koch ist als Hörbuchsprecher aktiv und spielte zahlreiche Rollen in Film und Fernsehen. Im Oktober 2013 präsentierte der Hessische Rundfunk ihn als neuen Tatort-Ermittler für seinen Wohnort Frankfurt am Main. 2015 trat er als Kriminalhauptkommissar Paul Brix gemeinsam mit Margarita Broich die Nachfolge von Joachim Król und Nina Kunzendorf an. Sein 19. und letzter Fall wurde am 29. September 2024 ausgestrahlt.
Seit 2017 ist Wolfram Koch Mitglied der Akademie der Künste Berlin.

## Filmografie (Auswahl)
- 1976: Ansichten eines Clowns
- 1996: Ein Fall für zwei (Fernsehserie, verschiedene Rollen, 3 Folgen)
- 2005: Tatort: Requiem (Fernsehreihe)
- 2005: Polizeiruf 110: Die Tote aus der Saale (Fernsehreihe)
- 2005: Tatort: Atemnot
- 2006: Tatort: Das letzte Rennen
- 2006: Leben mit Hannah
- 2007: Der letzte Zeuge (Fernsehserie, Folge Martinspassion)
- 2007: Autopiloten
- 2007: Der Letzte macht das Licht aus! (Fernsehfilm)
- 2008, 2014: Der Kriminalist (Fernsehserie, verschiedene Rollen, 2 Folgen)
- 2008: 10 Sekunden
- 2008: Die Entdeckung der Currywurst
- 2008: Nacht vor Augen
- 2009: Tatort: Im Sog des Bösen
- 2008: Tatort: Borowski und die einsamen Herzen
- 2010: Mord mit Aussicht  (Fernsehserie, Folge Nach sechs im Zoo)
- 2010: KDD - Kriminaldauerdienst (Fernsehserie, Folge Hoffnung)
- 2011: Bittere Kirschen
- 2012: Schmidt & Schwarz
- 2012: Tatort: Ordnung im Lot
- 2012: Tatort: Hinkebein
- 2012: Die feinen Unterschiede
- 2012: Draussen ist Sommer
- 2012: Töte mich
- 2013: Tatort: Freunde bis in den Tod
- 2013: Houston
- 2013: Im Netz (Fernsehfilm)
- 2013: Das letzte Wort
- 2013: König von Deutschland
- 2013: An der Tür (Kurzfilm)
- 2013: Stralsund: Freier Fall (Fernsehreihe)
- 2014: Großstadtrevier (Fernsehserie, Folge Heile Welt)
- 2014: Quatsch und die Nasenbärbande
- 2014: Willkommen im Klub
- 2015: Die Räuber
- 2015: Die Abmachung
- 2015–2024: Tatort → siehe Janneke und Brix (Fernsehreihe)
- 2015: Tatort: Wer bin ich?
- 2016: Dead Man Working
- 2017: Hit Mom – Mörderische Weihnachten
- 2017: Der Hauptmann
- 2018: Der Richter
- 2019: Eden
- 2019–2020: Dark (Fernsehserie, 5 Folgen)
- 2021: Gefangen
- 2021: Ein großes Versprechen
- 2022: Totenfrau (Fernsehserie)
- 2023: Seneca – Oder: Über die Geburt von Erdbeben (Seneca)
- 2024: Sterben für Beginner (Fernsehfilm)

## Theater (Auswahl)
- 1996: Die Glasmenagerie von Tennessee Williams, Regie: Thomas Schulte-Michels, Schauspiel Frankfurt
- 1997: Des Teufels General von Carl Zuckmayer, Regie: Thomas Schulte-Michels, Schauspiel Frankfurt
- 1998: Who’s Who von Ariel Dorfman / Rodrigo Dorfman, Regie: Thomas Schulte-Michels, Schauspiel Frankfurt
- 1999: Stella von Johann Wolfgang Goethe, Regie: Amélie Niermeyer, Schauspiel Frankfurt
- 2001: Das Leben ist ein Traum von Pedro Calderón de la Barca, Regie: Michael Pehlke, Schauspiel Frankfurt
- 2011: Die (s)panische Fliege von Arnold und Bach, Regie: Herbert Fritsch, Volksbühne am Rosa-Luxemburg-Platz, Berlin
- 2012: Murmel Murmel von Dieter Roth, Regie: Herbert Fritsch, Volksbühne am Rosa-Luxemburg-Platz, Berlin
- 2013: Die Physiker von Dürrenmatt, Regie: Herbert Fritsch, Schauspielhaus Zürich
- 2014: Warten auf Godot von Samuel Beckett, Regie: Ivan Panteleev, Deutsches Theater Berlin
- 2016: Apokalypse übersetzt von Martin Luther, Regie: Herbert Fritsch, Volksbühne am Rosa-Luxemburg-Platz, Berlin
- 2017: Richard III. von William Shakespeare, Regie: Jan Bosse, Schauspiel Frankfurt
- 2017: Gertrud von Einar Schleef, Regie: Jakob Fedler, Deutsches Theater Berlin – Kammerspiele
- 2020: jedermann (stirbt), Rolle: Jedermann, Regie: Jan Bosse[10] – Schauspiel Frankfurt
- 2021: Der Theatermacher von Thomas Bernhard, Regie: Herbert Fritsch, Schauspiel Frankfurt
- 2023: Titelrolle in King Lear von William Shakespeare, Regie: Jan Bosse, Thalia Theater (Hamburg)
- 2024: Mephisto in Faust 1 & 2 von Johann Wolfgang von Goethe, Regie: Jan-Christoph Gockel, Schauspiel Frankfurt

- 2025: Zack. Eine Sinfonie. Texte von Daniil Charms. Ein Soloabend, Staatstheater Stuttgart[11]

## Hörspiele  & Hörbücher (Auswahl)
- 1997: Heinz-Werner Geisenberger: Unseraans is’ flexib’l – Regie: Christian Gebert (HR)
- 1997: Heinz-Werner Geisenberger: Kreisverkehr – Regie: Christian Gebert (HR)
- 1999: Ken Follett: Die Säulen der Erde – Regie: Leonhard Koppelmann (9 Teile, WDR)
- 2007–2009: Hermann Broch: Die Schlafwandler – Regie: Klaus Buhlert (BR)
- 2008: Mark T. Sullivan: Toxic: Der Biss – Das Feuer – Die Hölle – Regie: Torsten Feuerstein (Argon Verlag)
- 2012:  Alexander Wwedenski: Wann wo oder Eine gewisse Anzahl Gespräche – Bearbeitung und Regie: Oliver Sturm (HR/DLF)
- 2012: Christoph Buggert: Domino – Regie: Walter Adler (Hörspiel – MDR/WDR)
- 2012: Arne Dahl: Gier, Hörbuch Hamburg, ISBN 978-3-8449-0586-1 (Hörbuch)
- 2013: E. M. Cioran: Vom Nachteil, geboren zu sein – Regie: Kai Grehn (Hörspiel – SWR)
- 2014: Andres Veiel: Das Himbeerreich – Regie: Ulrich Lampen (rbb/HR)
- 2015: Lars Kepler: Ich jage dich (Lübbe Audio)
- 2017: Yann Martel: Ein Hemd des 20. Jahrhunderts – Regie: Jan Buck (HR)
- 2018: Juli Zeh: Unterleuten – Regie: Judith Lorentz (NDR/rbb)
- 2018: Ford Madox Ford: Das Ende der Paraden – Regie: Klaus Buhlert (BR)
- 2018: Neil MacGregor: Leben mit den Göttern, der Hörverlag, ISBN 978-3-8445-3043-8 (Hörbuch)
- 2019: Tom Peuckert: Psychotrop; Folge 137 der Hörspielreihe ARD Radio Tatort; Produktion: RBB
- 2020: Thomas Pynchon: Die Enden der Parabel – Regie: Klaus Buhlert (SWR)
- 2021: Arttu Tuominen: Was wir verschweigen, Lübbe Audio, ISBN 978-3-7540-0074-8 (Hörbuch Download)
- 2024: Jussi Adler-Olsen: Verraten, der Audio Verlag, ISBN 978-3-7424-2657-4 (Hörbuch)

## Auszeichnungen
- 2015: Gertrud-Eysoldt-Ring gemeinsam mit Samuel Finzi für ihre Darstellung als Estragon und Wladimir im Drama Warten auf Godot am Deutschen Theater Berlin
- 2017: Aufnahme in die Berliner Akademie der Künste[12]